# Медведка (приток Камы)
Медве́дка — малая река в Перми, левый приток Камы. На данный момент почти полностью заключена в канализационный коллектор, открытое место только у железной дороги и у устья.
В историческом документе 1804 года Медведка описывается так:

От устья Егошихи в 350 саженях течет в Каму по глубокому буераку ручей, называемый Медведкою; он выходит из бывшего болота, обсушенного канавами и составляющего ныне площадь, при которой построены в 1798 и 1799 г. в два ряда четыре корпуса деревянных лавок, и учрежден толкучий рынок. Ниже Медведки и к северу как от нея, так и от упомянутого болота находится возвышение, называемое в народе Слудкою, почти неприметно склоняющееся по течению Камы к речке Данилихе.
Бывшее болото, о котором идёт речь, представляло собой заболоченное озеро и находилось на том месте, где сейчас находится сквер Уральских добровольцев (до 14 июля 1977 года площадь имени Окулова).
В 1720-х годах Медведка, наряду с Егошихой стала местом расположения общин старообрядцев, переселившихся сюда после разгрома в 1718—1719 годах Керженецких скитов в Семёновском уезде Нижегородской губернии. Когда в результате геологических исследований, проведённых Г. В. де Генниным в междуречье рек Егошиха, Медведка и Мотовилиха, в 1723 году был основан Егошихинский медеплавильный завод, положивший начало городу Перми, именно старообрядцы стали его первыми рабочими.
Когда в 1800 году была учреждена Пермская епархия, служивший канцеляристом при Синоде Александр Медведев подарил свой деревянный дом, стоявший на образованном Камой и Медведкой мысу, для размещения в нём духовной семинарии. Семинария была открыта 11 ноября 1800 года.

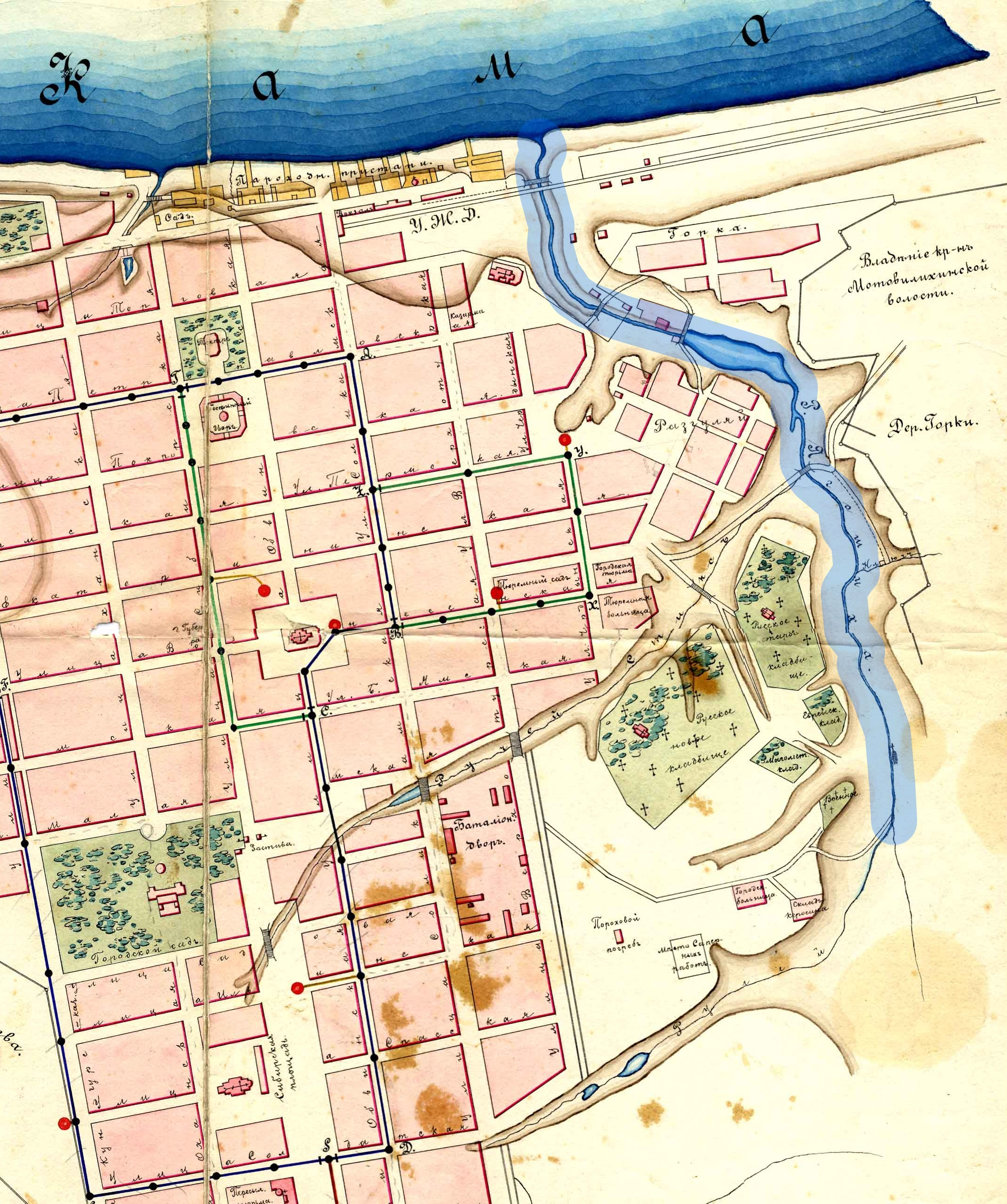
Медведка (слева) и Егошиха (справа) на плане Перми 1898 г.

В долине реки Медведки на пересечении с улицей Монастырской с конца XIX века в течение более 100 лет действовала знаменитая Кашинская торговая (то есть общественная) баня — одна из старейших торговых бань Перми. В некоторых источниках встречается утверждение, что Кашинская баня использовала воду Медведки. Однако баня могла использовать Медведку лишь для водоотведения, так как в речку сбрасывалось много городских стоков (проживающие в районе Медведки задёшево продавали свои дома из-за загрязнения почвы). Вода бралась из Камы и поступала в баню по водопроводу, проходящему по оврагу Медведки. Водозабор находился недалеко от устья Медведки, поэтому со временем качество воды, которая кроме бани поступала в устроенный на Набережной улице фонтан с кранами и бассейном, ухудшилось.
В 1897 году при постройке Пермь-Котласской железной дороги, которая прошла по берегу Камы, устье Медведки было покрыто камнем. В 1917 году около Набережного сада началась прокладка канализации вдоль русла Медведки, а ниже по течению была построена первая в городе перекачивательная станция (которая продолжает работать до сих пор). В настоящее время в коллектор реки сбрасываются ливневые стоки с городских улиц.
В декабре 2006 года пермские археологи обнаружили у истоков Медведки, на территории табачной фабрики, останки действовавшего здесь в XIX и в начале XX века Чёрного рынка. Останки хорошо сохранились благодаря действию воды. Собран ряд предметов из кожи и дерева, датируемых первой половиной XIX века.